# Dawn Evans
Dawn Raven Evans (Clarksville, 30 giugno 1989) è un'ex cestista statunitense, professionista nella WNBA.